# Marģeris Zariņš
Marģeris Zariņš (n. 24 mai 1910, Jaunpiebalga⁠(d), Cēsis Municipality⁠(d), Letonia – d. 27 februarie 1993, Riga, Letonia) a fost un scriitor și compozitor leton.